# Kunglig salut

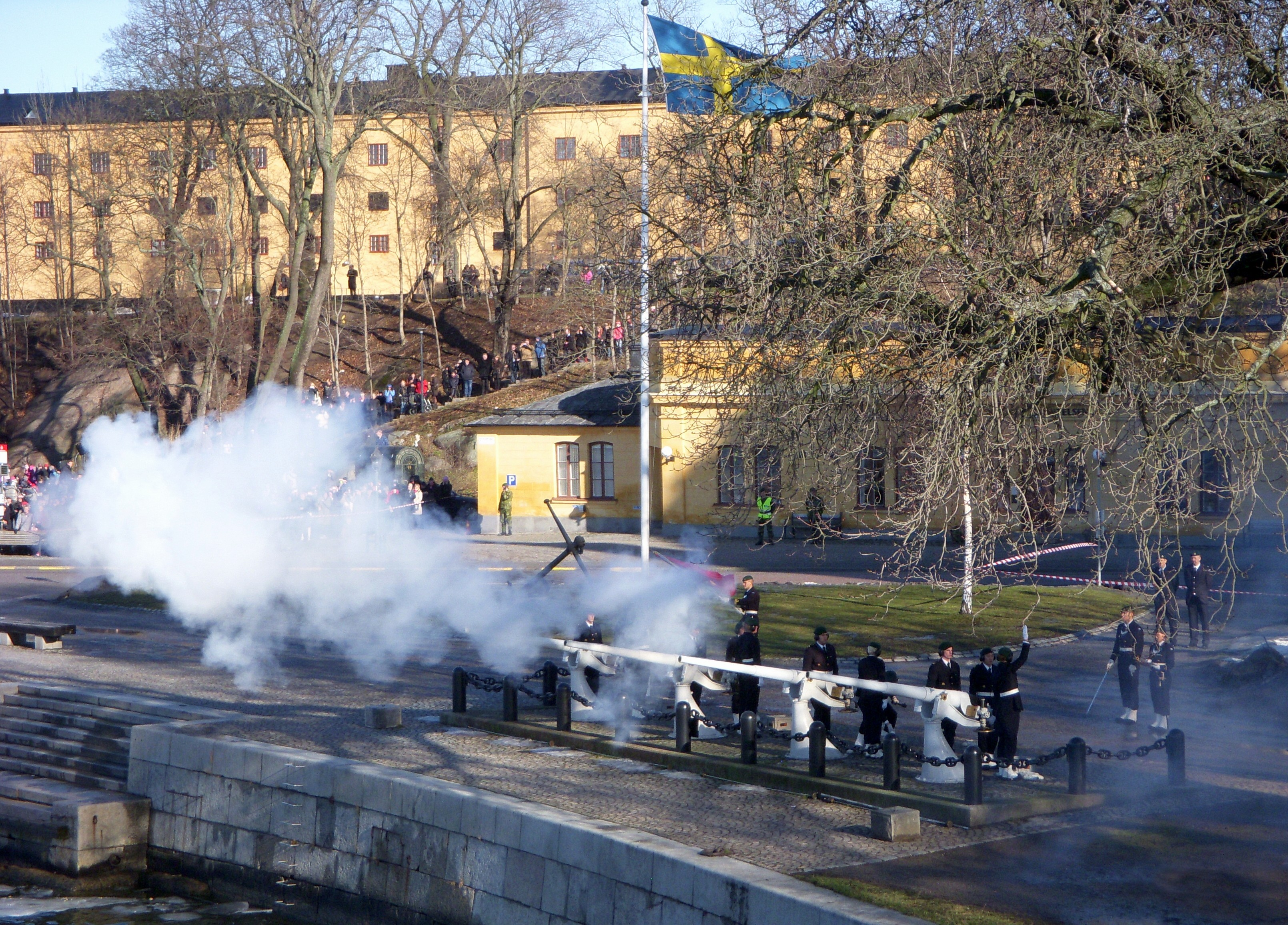
42 kanonskott från Skeppsholmen i Stockholm, 23 februari 2012.

Kunglig salut är en form av salut som innebär att någon med statschefs rang eller motsvarande hälsas med 21 kanonskott avfyrade med 5 sekunders mellanrum. Om det är något extraordinärt som ska saluteras kan saluten upprepas.

## Historia
Salutering med kanonskott har utövats ända sedan medeltiden då man ärade motstående part genom att avfyra sina kanoner och därigenom visa att man inte hade några vapen redo. Paralleller kan dras med andra hälsningsgester, till exempel då man visar sina tomma handflator – att man inte döljer något vapen.
På 1600-talet brukade man i Storbritannien kräva att motståndaren skulle skjuta slut på sin ammunition och på så sätt visa att man kapitulerar.[källa behövs]
Även när ett utländskt fartyg skulle gå in i hamn brukade man skjuta salut för att visa att man kommer i fredliga avsikter.
Saluten med 21 skott infördes helt först 1875.

## Sverige
I Sverige skall kunglig salut avges vid statschefs frånfälle och tillträde, födslar och frånfällen inom kungahuset, statschefs och tronföljares födelsedagar samt då försvarsmakten eller regeringen bestämt detta. Kunglig salut skjuts exempelvis när ett barn föds inom Sveriges kungahus.
Vid födelse av tronföljare eller tronföljares förstfödda samt vid statschefs frånfälle och tillträde avges två salutomgångar (2 × 21 skott) och i annat fall en omgång (1 × 21 skott).
När en prins eller prinsessa föds skall salut skjutas så snart ett officiellt besked inkommit till försvarsmakten, dock ej mellan 21:00 och 08:00 samt mellan 10:00 och 13:00 på söndagar. De övriga salutstationerna ska avge salut då tacksägelsegudstjänst hålls, såvida den inte äger rum på en söndag. I sådant fall skjuts den i stället på måndagen därefter. Vid en eventuell tvillingfödsel sker salut med fyra minuters mellanrum och vid salut för ny statschef sker detta fem minuter efter sorgesalut.
Kunglig salut kan även avges vid H.M. Konungens besök till stad med salutstation efter tillstånd av HKV.

## Mediegalleri
- Den 4 december 2005 avfyrades sex skott vid en kunglig salut för att fira den norske prinsen Sverre Magnus födelse dagen innan.
- En kunglig salut vid firandet av kung Rama IXs kröningsdag vid Sanam Luang, Bangkok, Thailand, den 5 maj 2009.